# Hydrid vápenatý
Hydrid vápenatý (CaH2) je šedý prášek (v čistém stavu bílý). Reaguje prudce s vodou za vzniku vodíku, proto se používá jako sušidlo.

## Sušidlo
Hydrid vápenatý reaguje s vodou podle rovnice:
CaH2 + 2 H2O → Ca(OH)2 + 2 H2
Jedná se o relativně slabé sušidlo, ale ve srovnání se sodíkem nebo slitinou sodík/draslík je bezpečnější. Je často používán pro sušení aminů a pyridinů. Zahříváním CaH2 s CaX2 ve vodíkové atmosféře se tvoří pevné, slídě podobné hydrid- halogenidy vápenaté CaHX.

### Nevýhody
- je nerozpustný ve všech rozpouštědlech, což snižuje rychlost sušení
- nelze použít na sušení všech rozpouštědel, s chlorovanými uhlovodíky reaguje explosivně
- vzhled hydridu i hydroxidu vápenatého je velmi podobný, proto je těžké vizuálně odhadnout kvalitu sušidla
- nedokáže odstranit kyslík, proto se nedá používat pro deoxygenovaná rozpouštědla